# Brasão de armas da Argentina
O Brasão de armas da Argentina foi estabelecido na seu formato atual em 1944. No topo está o Sol de Maio, o famoso símbolo da Argentina, que também está presente na Bandeira da Argentina. O Sol simboliza a ascensão da Argentina, e é por isso que ela está posicionada em uma posição de ascensão.[carece de fontes?]
Na elipse central estão duas mãos unidas, que simbolizam a união das várias províncias da Argentina. As mãos seguram uma lança, que simboliza a defesa da liberdade, simbolizada também pelo barrete frígio no topo da lança, também lembra a maçonaria. As cores azuis e branca são símbolos do povo argentino mas no caso nesse posicionamento, representam também o horizonte.[carece de fontes?]
Em torno do elipse estão posicionadas louros, que significam vitória.

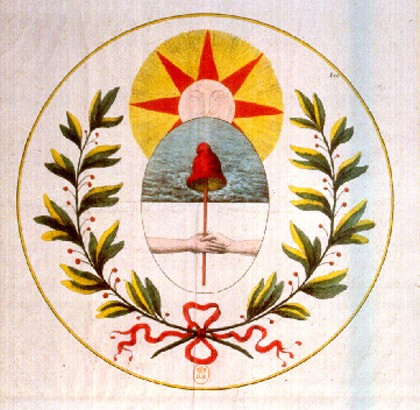
Emblema dos membros do clube jacobino na França em 1793, anterior ao brasão argentino.